# Тітімець Анна Сергіївна
Тітімець Ганна Сергіївна (нар.5 березня 1989) — українська легкоатлетка, що спеціалізується у спринті, призерка чемпіонату Європи, чемпіонка Універсіади.

## Кар'єра

### Універсіада 2013
На літній Універсіаді, яка проходила з 6-о по 17-е липня у Казані Ганна брала участь у змаганнях з бігу на 400 метрів з бар'єрами і здобула золоту нагороду.
У першому раунді змагань спортсменка кваліфікувалась до фіналу із результатом 55.38 секунд. У фінальному забігові Тітімець, подолавши дистанцію за 54,6 секунди, стала чемпіонкою. Друге місце також посіла українка Ганна Ярощук з результатом 54,77 сек. Третє місце посіла росіянка Ірина Давидова.

### Виступи на Олімпіадах
| Олімпіада   | Дисципліна    | Результат | Місце |
| Лондон 2012 | Біг 400 м з/б | 55,10     | 9     |
| Ріо 2016    | Біг 400 м з/б | 55,27     | 9     |

## Державні нагороди
- Орден "За заслуги" III ст. (25 липня 2013) — за досягнення високих спортивних результатів на XXVII Всесвітній літній Універсіаді в Казані, виявлені самовідданість та волю до перемоги, піднесення міжнародного авторитету України[4]